# Пик Революции
Пик Революции, или Пик Истиклол (тадж. Қуллаи Истиқлол — «Пик Независимости», с 2006 года) — пик высотой 6940 м находится в центре Горно-Бадахшанской автономной области в восточной части Язгулемского хребта на территории Таджикистана.
Была открыта в 1928 году советско-германской экспедицией.
У основания пика находится ледник Грумм-Гржимайло (Паридор).
Классический маршрут: восхождение по центральной части неявно выраженного скального желоба в двухкилометровой Северо-Западной стене единого скального массива пика представляется наиболее безопасным маршрутом восхождения, так как защищен от камнепада отвесными скалами.